# Кабот (Арканзас)
Кабот (енгл. Cabot) град је у америчкој савезној држави Арканзас.

## Демографија
По попису из 2010. године број становника је 23.776, што је 8.515 (55,8%) становника више него 2000. године.
| Група             | 2000.          | 2010.          |
| Белци             | 14.573 (95,5%) | 21.534 (90,6%) |
| Афроамериканци    | 50 (0,3%)      | 374 (1,6%)     |
| Азијати           | 135 (0,9%)     | 351 (1,5%)     |
| Хиспаноамериканци | 286 (1,9%)     | 983 (4,1%)     |
| Укупно            | 15.261         | 23.776         |